# Gerhard Pfaffenbichler
Pour les articles homonymes, voir Pfaffenbichler.
Gerhard Pfaffenbichler, né le 26 mars 1961 à Salzbourg, est un ancien skieur alpin autrichien.

## Coupe du monde
- Meilleur résultat au classement général : 28e en 1981
  - 1 victoire : 1 descente

### Saison par saison
- Coupe du monde 1981 :
  - Classement général : 28e
- Coupe du monde 1982 :
  - Classement général : 47e
- Coupe du monde 1983 :
  - Classement général : 37e
    - 1 victoire en descente : Sarajevo
- Coupe du monde 1984 :
  - Classement général : 50e
- Coupe du monde 1986 :
  - Classement général : 34e
- Coupe du monde 1987 :
  - Classement général : 46e
- Coupe du monde 1988 :
  - Classement général : 39e
- Coupe du monde 1989 :
  - Classement général : 51e

## Arlberg-Kandahar
- Meilleur résultat : 4e place dans les descentes 1981 à Sankt Anton et 1986 à Morzine